# Storena charlotte
Storena charlotte là một loài nhện trong họ Zodariidae.
Loài này thuộc chi Storena. Storena charlotte được Rudy Jocqué & Barbara C. Baehr miêu tả năm 1992.